# Tahir Whitehead
* solo in pre-stagione e/o in squadra di allenamento
Tahir Ali Whitehead (Jersey City, 2 aprile 1990) è un ex giocatore di football americano statunitense che ha militato nel ruolo di linebacker nella National Football League (NFL). Fu scelto nel corso del quinto giro (138º assoluto) del Draft NFL 2012. Al college ha giocato a football a Temple.

## Carriera professionistica

### Detroit Lions
Il 28 aprile 2012, Whitehead fu scelto nel corso del quinto giro del Draft 2012 dai Detroit Lions. Debuttò come professionista nella settimana 2 contro i San Francisco 49ers mettendo a segno un sack e forzando un fumble. La sua stagione da rookie si concluse con 14 presenze, nessuna come titolare, e 11 tackle, giocando principalmente negli special team. Dopo un'altra stagione da comprimario, Whitehead iniziò a mettersi in luce nel 2014 e l'11 ottobre 2014 mise a segno i primi due intercetti in carriera sul quarterback dei Minnesota Vikings Teddy Bridgewater. La sua annata si chiuse con 86 tackle, 2 intercetti e 5 passaggi deviati.
Dopo una stagione 2015 in cui mise a segno 50 tackle, 2 sack e un intercetto, l'11 marzo 2016 Whitehead firmò un rinnovo biennale con i Lions del valore di 8 milioni di dollari. Nella stagione che ne seguì, si classificò al nono posto nella NFL con 132 tackle.
Nella stagione 2017 Whitehead giocò tutte le 16 partite da titolare facendo registrare 120 tackle, di cui 78 in solitaria, un sack e un intercetto. I Lions, arrivati secondi nella NFC North con un record di 9-7, licenziarono il capo-allenatore Jim Caldwell.

### Oakland Raiders
Il 15 marzo 2018 Whitehead firmò con gli Oakland Raiders un contratto triennale da 19 milioni di dollari, di cui 6,27 milioni garantiti
Il 9 marzo 2020 Whitehead fu svincolato dai Raiders.

### Carolina Panthers
Il 23 marzo 2020 Whitehead firmò un contratto di un anno con i Carolina Panthers. In stagione giocò in 14 partite, 9 da titolare, registrando 51 tackle, settimo in squadra.

### Arizona Cardinals
Il 2 novembre 2021 Whitehead firmò per la squadra di allenamento degli Arizona Cardinals. L'11 gennaio 2022 fuu svincolato.

### Ritiro
Il 9 settembre 2022 Whitehead firmò un contratto di un giorno con i Detroit Lions per ritirarsi come membro della squadra che l'aveva scelto nel Draft 2012 e con cui aveva giocato in 6 delle sue 10 stagioni in carriera.